# Katherine Justice

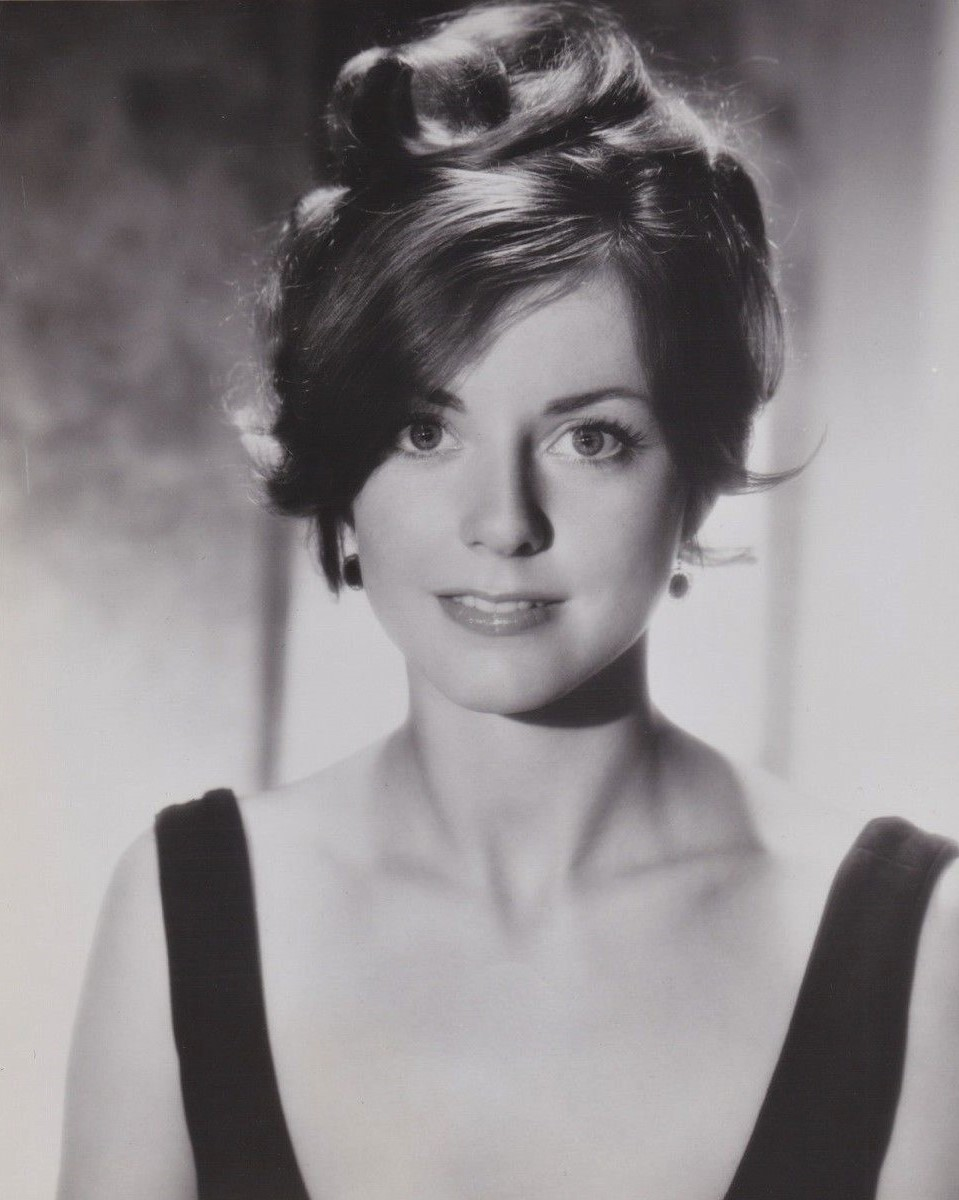
Katherine Justice 1967

Katherine Justice (* 28. Oktober 1942 in Ohio) ist eine US-amerikanische Schauspielerin.

## Leben
Justice wuchs in Ohio auf. 1960 war sie Miss Ohio Universe, da sie aber erst 17 Jahre alt war, wurde sie disqualifiziert. Die Zweitplatzierte Corrine Huff rückte nach und wurde damit die erste Schwarze, die einen Miss-Universe-Wettbewerb auf Bundesstaatenebene gewann. 1964 schloss sie die Carnegie Tech Drama School ab.
Nach ihrem Abschluss arbeitete Justice im Sommer 1964 am Front Street Theater in Memphis. Danach arbeitete sie in an anderen Theatern.
Ihre erste Fernsehrolle war in Big Valley 1966. Außerdem spielte sie in Der Weg nach Westen. In der ersten Folge von Columbo Mord nach Rezept spielte sie die Komplizin des Mörders. Ihre nächste Rolle war in Todfeinde. Danach erhielt sie von Paramount Pictures einen Fünf-Jahres-Vertrag. Am 14. März 1967 war sie Stargast in der Sciencefictionserie Invasion von der Wega.

## Filmografie (Auswahl)
- 1966: Big Valley (The Big Valley; Fernsehserie, Folge The River Monarch)
- 1967: Der Weg nach Westen (The Way West)
- 1967: Judd for the Defense (Fernsehserie, Folge Death from a Flower Girl)
- 1967–1968: Invasion von der Wega (The Invaders; Fernsehserie, 2 Folgen)
- 1968: Columbo: Mord nach Rezept (Prescription: Murder, Fernsehfilm)
- 1968: Todfeinde (5 Card Stud)
- 1968: Die Leute von der Shiloh Ranch (The Virginian; Fernsehserie, Folge Ride to Misadventure)
- 1969–1972: Rauchende Colts (Gunsmoke; Fernsehserie, 6 Folgen)
- 1969/1970/1975: Mannix (Fernsehserie, 3 Folgen)
- 1971: Nanny and the Professor (Fernsehserie, Folge A Diller, A Dollar)
- 1972: The Stepmother
- 1972/1976: Cannon (Fernsehserie, 3 Folgen)
- 1972: Dr. med. Marcus Welby (Marcus Welby, M.D.; Fernsehserie, Folge The Wednesday Game)
- 1972: Limbo
- 1973/1975/1977: Barnaby Jones (Fernsehserie, 4 Folgen)
- 1974: Hawaii Fünf-Null (Hawaii Five-O; Fernsehserie, Folge Nightmare in Blue)
- 1974: Die Straßen von San Francisco (The Streets of San Francisco; Fernsehserie, Folge Inferno)
- 1974: The New Perry Mason (Fernsehserie, Folge The Case of the Violent Valley)
- 1975/1978: Make-up und Pistolen (Police Woman; Fernsehserie, 2 Folgen)
- 1977: Quinn Martin’s Tales of the Unexpected (Fernsehfilm)
- 1981/1982: Quincy (Quincy, M.E.; Fernsehserie, 2 Folgen)
- 1981: Separate Ways
- 1982–1983: Falcon Crest (Fernsehserie, 9 Folgen)
- 1983/1984: T. J. Hooker (Fernsehserie, 2 Folgen)
- 1984: Das fliegende Auge (Blue Thunder; Fernsehserie, Folge Revenge in the Sky)
- 1985: Simon & Simon (Fernsehserie, Folge The Skull of Nostradamus)
- 1989: Alien Nation (Fernsehserie, Folge The Red Room)
- 1991: Dallas (Fernsehserie, Folge Conundrum)
- 1991: Dangerous Women (Fernseh-Seifenoper, 52 Folgen)